# جون لويل جونيور
جون لويل جونيور (بالإنجليزية: John Lowell, Jr.)‏ هو محامي أمريكي، ولد في 6 أكتوبر 1769، وتوفي في 12 مارس 1840.